# Region Ost (Little League Baseball World Series)
Die Region Ost war eine der vier Regionen der Vereinigten Staaten, welche Teilnehmer an die Little League Baseball World Series, das größte Baseball-Turnier für Jugendliche, entsendet. Die Region Ost wurde 1957 gegründet. Im ersten Jahr war noch der Osten Kanadas in dieser Region organisiert. Von 1963 bis 1967 war Puerto Rico Teil dieser Organisation, bevor es in die Region Lateinamerika umgeteilt wurde. Durch die Verdoppelung des Teilnehmerfeldes ab 2001 wurde die Region Ost in die Regionen Mittelatlantik und Neuengland aufgeteilt.

## Teilnehmende Staaten

Teilnehmer der Region Ost. Blau: Mitglied ab 1968; DC ab 1998

Folgende Staaten und Distrikte waren in dieser Region organisiert.
- Connecticut
- District of Columbia (ab 1998)
- Delaware (ab 1968)
- Maine
- Maryland (ab 1968)
- Massachusetts
- New Hampshire
- New Jersey
- New York
- Ostkanada (bis 1958)
- Pennsylvania
- Puerto Rico (1963–1967)
- Rhode Island
- Vermont

## Resultate an den Little League Baseball World Series

### Nach Jahr
| Jahr | Meister                 | Stadt            | LLWS                    | W–L |
| ---- | ----------------------- | ---------------- | ----------------------- | --- |
| 1957 | North End LL            | Bridgeport       | Dritter Platz           | 1–1 |
| 1958 | Darien LL               | Darien           | Vierter Platz           | 1–2 |
| 1959 | Schenectady National LL | Schenectady      | Dritter Platz           | 2–1 |
| 1960 | American LL             | Levittown        | Weltmeister             | 3–0 |
| 1961 | American LL             | Levittown        | Sechster Platz          | 1–2 |
| 1962 | Pitman LL               | Pitman           | Dritter Platz           | 2–1 |
| 1963 | Stratford Original LL   | Stratford        | Zweiter Platz           | 2–1 |
| 1964 | Mid-Island LL           | Staten Island    | Weltmeister             | 3–0 |
| 1965 | Windsor Locks LL        | Windsor Locks    | Weltmeister             | 3–0 |
| 1966 | American LL             | West New York    | Zweiter Platz           | 2–1 |
| 1967 | Newtown-Edgemont LL     | Newtown Square   | Dritter Platz           | 2–1 |
| 1968 | National LL             | Hagerstown       | Sechster Platz          | 1–2 |
| 1969 | Newberry LL             | Williamsport     | Siebter Platz           | 1–2 |
| 1970 | American LL             | Wayne            | Weltmeister             | 3–0 |
| 1971 | East LL                 | Augusta          | Sechster Platz          | 1–2 |
| 1972 | New City LL             | New City         | Fünfter Platz           | 2–1 |
| 1973 | Colonie LL              | Colonie          | Achter Platz            | 0–3 |
| 1974 | Pop Smith LL            | New Haven        | Sechster Platz          | 1–2 |
| 1975 | Lakewood LL             | Lakewood         | Weltmeister             | 2–0 |
| 1976 | Forestville LL          | Bristol          | Fünfter Platz           | 2–1 |
| 1977 | Carman LL               | Rotterdam        | Dritter Platz           | 2–1 |
| 1978 | American LL             | Rockville Centre | Sechster Platz          | 1–2 |
| 1979 | National LL             | Ridgewood        | Siebter Platz           | 1–2 |
| 1980 | Darlington American LL  | Pawtucket        | Siebter Platz           | 1–2 |
| 1981 | Federal LL              | Stamford         | Sechster Platz          | 1–2 |
| 1982 | Easton LL               | Easton           | Achter Platz            | 0–3 |
| 1983 | American LL             | Stamford         | Vierter Platz           | 1–2 |
| 1984 | McCabe-Waters LL        | Bristol          | Achter Platz            | 0–3 |
| 1985 | South Shore LL          | Staten Island    | Siebter Platz           | 1–2 |
| 1986 | Brunswick LL            | Brunswick        | Siebter Platz           | 1–2 |
| 1987 | Northside LL            | Dover            | Siebter Platz (geteilt) | 0–2 |
| 1988 | National LL             | Andover          | Sechster Platz          | 1–2 |
| 1989 | National LL             | Trumbull         | Weltmeister             | 3–0 |
| 1990 | Shippensburg LL         | Shippensburg     | Zweiter Platz           | 2–1 |
| 1991 | South Shore LL          | Staten Island    | Dritter Platz           | 2–1 |
| 1992 | Nottingham LL           | Hamilton Square  | Dritter Platz (geteilt) | 2–2 |
| 1993 | Bedford LL              | Bedford          | Dritter Platz (geteilt) | 2–2 |
| 1994 | Middleborough LL        | Middleborough    | Gruppenphase            | 1–2 |
| 1995 | East American LL        | Toms River       | Gruppenphase            | 1–2 |
| 1996 | Western LL              | Cranston         | Zweiter Platz           | 2–3 |
| 1997 | Railway Park LL         | Pottsville       | Gruppenphase            | 1–2 |
| 1998 | East American LL        | Toms River       | Weltmeister             | 5–0 |
| 1999 | East American LL        | Toms River       | Dritter Platz (geteilt) | 3–1 |
| 2000 | Goffstown LL            | Goffstown        | Gruppenphase            | 0–3 |

### Nach Staat
| Staat                | Ost Region Meisterschaften | Welt- meisterschaften | W-L an den LLWS | %     |
| -------------------- | -------------------------- | --------------------- | --------------- | ----- |
| Connecticut          | 10                         | 2                     | 15–14           | 0.517 |
| New Jersey           | 9                          | 3                     | 21–9            | 0.700 |
| New York             | 8                          | 1                     | 13–11           | 0.542 |
| Pennsylvania         | 6                          | 1                     | 10–8            | 0.556 |
| Maryland             | 3                          | 0                     | 2–7             | 0.222 |
| New Hampshire        | 3                          | 0                     | 2–7             | 0.222 |
| Massachusetts        | 2                          | 0                     | 2–4             | 0.333 |
| Rhode Island         | 2                          | 0                     | 3–5             | 0.375 |
| Maine                | 1                          | 0                     | 1–2             | 0.333 |
| District of Columbia | 0                          | 0                     | 0–0             | 0.000 |
| Delaware             | 0                          | 0                     | 0–0             | 0.000 |
| Ostkanada            | 0                          | 0                     | 0–0             | 0.000 |
| Puerto Rico          | 0                          | 0                     | 0–0             | 0.000 |
| Vermont              | 0                          | 0                     | 0–0             | 0.000 |
| Gesamt               | 44                         | 7                     | 69–67           | 0.507 |